# 용인 심곡서원
용인 심곡서원(龍仁 深谷書院)은 대한민국 경기도 용인시 수지구 상현동에 있는 서원이다. 2015년 1월 28일 대한민국의 사적 제530호로 지정되었다.

## 개요
조선 중종 때 사림파의 영수였던 정암 조광조(1482~1519년)를 주향(主享)으로 하는 심곡서원은 강당이 전면에 위치하고 사우가 뒤쪽에 배치된 조선 시대 서원의 전형적인 전학후묘(前學後廟) 형식을 갖추고 있다. 선조38년(1605년) 처음 건립되었고 효종 원년(1649년)에 사액을 받았으며, 1871년 흥선 대원군의 서원 철폐령 시 조광조를 모신 서원 중 유일하게 훼손되지 않고 현재까지 존속되고 있다.
최근 이루어진 사우와 강당의 중수 시, 각각 1636년과 1657년에 작성된 상량문(上樑文)이 발견되었으며, 심곡서원 강당기(1673년, 송시열)와 심곡서원 학규(1747년, 이재), 숙종대왕 어제(1740년, 민진원) 등이 전하고 있어 심곡서원의 역사와 내력을 알 수 있다.
경내에는 조광조가 직접 심은 것으로 알려진 수령 500여 년의 느티나무가 남아 있으며, 정암집 등 관련 고문서가 장서각에 보관되어 있고, 현재 매년 춘추향사와 매월 삭망(朔望) 분향 의식을 거행하고 있다. 아울러, 서원 인근에 있는 문정공 조광조 묘 및 신도비(경기도 기념물 제169호)를 통해 심곡서원의 가치와 위상을 확인할 수 있다.

## 지정사유
조선 중종 때 사림파의 영수였던 정암 조광조를 주향으로 하며 조선시대 서원의 전형적인 전학 후묘 형식을 갖춘 심곡서원은 1605년 건립되어 1650년 사액을 받았으며 1871년 서원 철폐령에도 훼철되지 않은 서원으로, 건립연대와 사액연대를 정확히 알 수 있고, 사액 후 원 위치를 유지하고 있는 서원으로 역사적․학술적 가치가 높다.

## 같이 보기
- 문정공 조광조 묘 및 신도비 - 경기도 기념물 제169호 (1999년 10월 18일 지정)

## 사진

심곡서원 강당
심곡서원 정문

## 참고 자료
- 용인 심곡서원 - 국가유산청 국가유산포털
- 심곡서원[깨진 링크(과거 내용 찾기)]